# Traité de Kurakchay
Le traité de Kurekchay(date de signature: 14 mai 1805) est un accord entérinant le transfert du Khanat du Karabagh et de Chaki sous la suzeraineté russe. Le traité est signé par Ibrahim Khalil Khan et le général Paul Tsitsianov.

## Conditions politiques avant la conclusion du traité
Au début du XIXe siècle, les tensions et confrontations entre l'Empire russe et la Perse kadjar tournent à la guerre. Les khanats suzerains de la Perse en Transcaucasie sont convoités par la Russie qui utilise à la fois les armes et les accords pour consolider sa présence.
La région de Djaro-Belokani (1803) et le khanat de Gandja (1804) sont occupés par la force des armes. Le commandant en chef des troupes russes dans le Caucase, le prince géorgien Paul Tsitsianov, commence à exercer une pression militaro-diplomatique sur le Khanat du Karabagh après l'occupation de Gandja. Il ressort clairement de la correspondance de Tsitsianov avec Ibrahim khan du Karabakh (1763-1806) et des instructions du noble géorgien Ivan Joraïev et du major Lissanevitch que le Khan essaya de conclure le traité à des conditions favorables. Finalement, le traité de Kurekchay est signé le 14 mai 1805.
Le texte du traité reprend les grandes lignes du traité de Gueorguievsk avec le Royaume de Kartl-Kakhétie de 1783. Les faits prouvent qu'Ibrahim khan connaissait parfaitement ses conditions. Le khanat du Karabakh fut également mentionné dans la liste informatique sur la conclusion du traité. Dans le même temps, le conseiller du Khanat de Karabakh Molla Panah Vaqif participa aux événements qui se tinrent à Tbilissi à cette occasion. Ainsi, la Russie attachait une grande importance au khanat du Karabakh en concluant un traité sur la base du traité de Gueorguievsk de 1783.

## Le traité et ses termes
Le traité de Kurekchay se composait d'un préambule et de 11 articles. Le préambule stipulait qu'Ibrahim Khan de Shusha et du Karabakh devienne citoyen de l'Empire russe, et les termes des articles furent déterminés. Les articles 1, 4, 6, 8 et 9 de l'accord reflétaient les obligations d'Ibrahim Khan, et les articles 2, 3, 5 et 7 reflétaient les obligations de la Russie. La Russie accepta sans équivoque le khanat du Karabakh comme un État indépendant, affirmant Ibrahim Khan et ses successeurs comme les seuls possesseurs du khanat. L'un des meilleurs points est que le nom d'Ibrahim khan soit présenté comme Ibrahim khan de Shusha et du Karabakh dans tous les articles. D’après une autre règle importante l'empereur était le garant de l'intégrité du khanat du Karabakh. Ce traité fut établi en présence du Gérant (Juge) général de Géorgie. L'article X de l'accord stipulait que l'accord était conclu pour une durée indéterminée et ne devait pas être modifié. L'article XI concernait la ratification. Il n'y a pas un mot dans l'accord de Kurekchay sur les revendications et l'attitude des royaumes du Karabakh ou des Arméniens à l'égard du khanat. Parallèlement à tout cela, le fait que le khanat du Karabakh soit un État musulman et que contrairement au traité de Georgievsk de 1783, ait été signé dans un nouveau contexte historique, les dispositions des articles 5, 8, 9, 10, 11 et ainsi de suite, n'ont pas été prises en compte ici. Au contraire, les engagements du khanat du Karabakh ont été aggravés par d'autres nouvelles conditions. Contrairement au traité de Georgievsk en 1783, signé en russe et en géorgien, le traité de Kurekchay n'a été signé qu'en russe.